# 기독교와 이슬람교
기독교와 이슬람교는 각각 28억 명과 19억 명의 신자를 보유한 세계에서 가장 큰 두 종교이다. 두 종교 모두 아브라함 종교로 간주되며 중동에서 유래한 일신교이다.
기독교는 서기 1세기에 제2성전 유대교에서 발전했다. 이는 예수 그리스도의 삶과 가르침, 죽음, 부활에 기초를 두고 있으며, 이를 따르는 사람들을 그리스도인이라고 부른다. 이슬람교는 7세기에 발전했다. 이슬람은 무함마드의 가르침에 바탕을 두고 있으며, 이는 하나님의 뜻에 대한 항복의 표현이다. 이를 따르는 사람들을 무슬림("하나님께 복종하는 자"라는 뜻)이라고 부른다.
무슬림은 기독교인을 성서의 백성으로 보고 삼위일체 때문에 기피(다신교)하는 카피르(불신자)로 간주하므로 샤리아 율법에 따른 딤미(종교 납세자)임에 틀림없다고 주장한다. 마찬가지로 기독교인들도 이슬람에 대해 폭넓은 견해를 가지고 있다. 대다수의 기독교인들은 이슬람교를 믿는 사람들이 삼위일체, 그리스도의 신성, 그리스도의 십자가형과 부활을 거부한다는 사실 때문에 이슬람을 거짓 종교로 본다.
이슬람교는 예수를 새로운 계시인 al-Injīl(아랍어로 "복음")과 함께 Banī Isrā'īl(이스라엘 자손을 위한 아랍어)을 인도하기 위해 파견된 al-Masih(메시아를 뜻하는 아랍어)로 간주한다. 기독교는 또한 예수가 히브리어 성경에 예언된 메시아라고 믿는다. 그러나 기독교 신앙의 훨씬 더 핵심은 예수가 성육신한 하나님, 구체적으로 삼위일체 하나님, 성자 하나님의 위격 중 하나라는 것이다. 예수에 대한 믿음은 기독교와 이슬람 신학의 기본 부분이다.
기독교와 이슬람교는 서로 다른 성서를 가지고 있다. 기독교의 신성한 텍스트는 성경이고 이슬람의 신성한 텍스트는 꾸란이다. 무슬림은 알인질이 왜곡되거나 변형되어 기독교 신약을 형성했다고 믿는다. 반대로 기독교인들은 꾸란에 대해 일률적인 이해를 갖고 있지 않지만, 대부분은 꾸란이 조작되었거나 외경적인 작품이라고 믿는다. 예수의 삶과 사역, 마리아를 통한 예수의 동정녀 탄생에 대한 설명과 같은 두 텍스트에는 유사점이 있다. 그러나 여전히 이러한 사건에 대한 일부 성서 및 꾸란 설명은 다르다.

## 유사점과 차이점
이슬람 전통에서는 유대인뿐만 아니라 기독교인도 무슬림이 숭배하는 것과 동일한 신을 숭배한다고 믿어진다. 그러나 일부 사람들에게는 무슬림과 기독교인이 동일한 신을 숭배하는지 여부를 논의하는 데 있어 다양한 의견이 있다. 더 큰 문제는 "x를 숭배한다"는 것이 종교 철학의 선도적인 교수인 피터 반 인와게(Peter van Inwage)와 같은 분석 철학자들이 "의도적(확장적 맥락과 반대되는) 맥락"이라고 명명한 것이라는 점이다. 무엇이든 지칭하는 것(예: "Jason worships Zeus") "의도적 맥락"에서 공동 참조 용어는 진술의 진실 가치에 영향을 주지 않고 대체될 수 없다. 예를 들어, "주피터(Jupiter)"가 "제우스(Zeus)"와 동일한 존재를 지칭할지라도 여전히 그리스인인 이아손(Jason)은 주피터(Jupiter)를 숭배하지 않으며 로마의 신에 대해서도 알지 못할 수도 있다. 그러므로 비록 야훼와 알라가 같은 이름이라 할지라도 무슬림인 “압둘”이 야훼를 숭배한다고 말할 수는 없다는 것이다.

## 같이 보기
- 혼합주의
- 기독교 철학
- 기독교와 타종교들
- 십자군
- 콘스탄티노폴리스
- 이슬람 철학